# Caduciella guangdongensis
Caduciella guangdongensis là một loài Rêu trong họ Leptodontaceae. Loài này được Enroth mô tả khoa học đầu tiên năm 1993.